# La Vérité si je mens ! 2
Série La Vérité si je mens !
La Vérité si je mens !
(1997) La Vérité si je mens ! 3
(2012)
Pour plus de détails, voir Fiche technique et Distribution.
La Vérité si je mens ! 2 est un film français réalisé par Thomas Gilou, tourné en 2000 et sorti en 2001.
Le film suit Eddie, Dov et Yvan, trois amis, qui sont associés dans une entreprise de textile du quartier du Sentier à Paris. Après un énième problème avec un détaillant qui ne peut pas payer sa marchandise, ils entreprennent de mettre le pied dans le monde impitoyable de la grande distribution en travaillant avec une chaîne européenne d'hypermarchés. Reçus dans un premier temps par Peznec, dubitatif quant à la marchandise, ils sont finalement pris en charge par Denis Vierhouten, directeur des achats d'Eurodiscount. Eddie et Yvan découvrent alors vite les lois du milieu des supermarchés : en échange d'une grande quantité de marchandise vendue, ils doivent prendre en charge le fait que leurs produits soient en tête de gondole, doivent faire un don pour fêter la fusion d'Eurodiscount avec un autre groupe de supermarchés, sponsoriser un événement sportif organisé par Eurodiscount.

## Synopsis

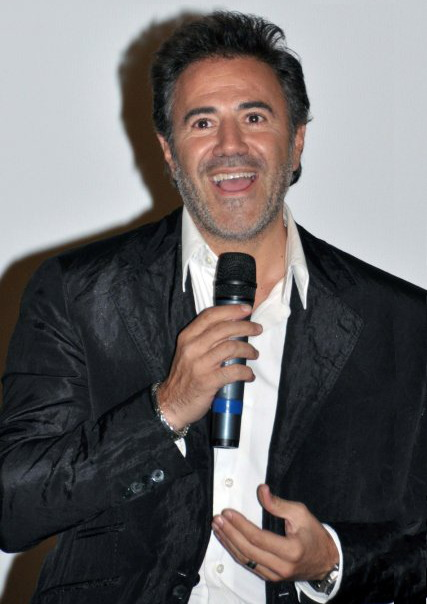
José Garcia l’interprète de Serge Benamou.

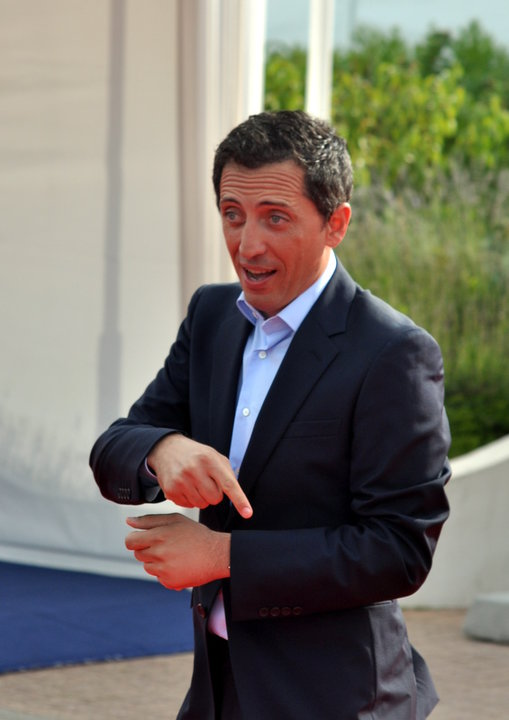
Gad Elmaleh, l’acteur de Dov (remplaçant de Vincent Elbaz).

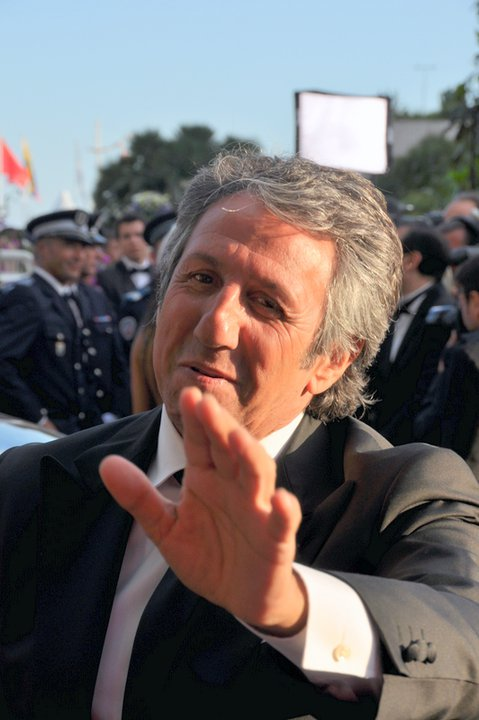
Richard Anconina, acteur du film.

Serge Benamou, petit livreur sans un sou et vivant encore chez ses parents dans une HLM, tombe fou amoureux de la belle Soshanna Boutboul (fille vénérée du richissime homme d'affaires Maurice Boutboul) qu'il rencontre une première fois dans la rue, alors qu'elle le prend pour le voiturier de l'hôtel où il a rendez-vous, puis à un mariage où il livre un paquet. Il la drague en se faisant passer pour un riche homme d'affaires. Pour pouvoir faire illusion, il occupe la luxueuse maison de son cousin Patrick Abitbol, alors que celui-ci est aux États-Unis pour affaires, accompagné de Dov (chassé de chez lui par Karine à la suite d'une énième aventure extra-conjugale), et se sert de sa garde-robe, de ses voitures… Et pour pouvoir impressionner sa belle et dépenser l'argent qu'il n'a pas, il accepte de travailler pour des mafieux, les frères Journo, et de blanchir leur argent, ce que lui avait formellement interdit son cousin. Mais il fait plus que le blanchir : il dépense tout leur argent et pas seulement sa commission.
À la suite d'une arnaque d'Eurodiscount sur une question de tailles de vêtements, ceux-ci refusent toute la marchandise, et lors du procès qu'Eddie intente à Eurodiscount, qu'il perd, il s'aperçoit que l'expert est en fait un employé de l'hypermarché. Plus tard, Eddie découvre que son motif (un petit lapin) a été copié et repris par Eurodiscount.
Ruiné et amer, il décide de se venger, et demande pour cela l'aide de Patrick Abitbol, dont les moyens financiers lui permettront de monter une grande arnaque contre Eurodiscount. Pour ce faire, Patrick doit d'abord gagner la confiance de Vierhouten, afin de l'inciter à se fournir chez des prétendus fournisseurs de qualité, basés en Tunisie, Dov jouant le rôle du patron de ladite entreprise. En fait, une vieille bâtisse et des figurants recrutés parmi la population locale feront illusion lors de la visite sur place de Vierhouten.
Serge Benamou, qui a supplié Eddie d'être associé à l'affaire, afin de gagner de quoi rembourser les frères Journo, furieux, mais aussi gagner le cœur de sa belle, et de ses parents, joue quant à lui le rôle d'un acheteur ouzbek, réclamant l'exclusivité de la marchandise, et obligeant ainsi Vierhouten à surenchérir plus que de raison. L'arnaque « énorme » sera finalement découverte par Vierhouten à la réception des colis, mais trop tard. Le film se termine par le mariage de Serge.

## Fiche technique
- Titre original et québécois : La Vérité si je mens ! 2[1]
- Titre international : Would I Lie to You? 2
- Réalisation : Thomas Gilou
- Scénario : Gérard Bitton et Michel Munz
- Musique : DJ Abdel et Hervé Rakotofiringa
- Direction artistique : Alexis McKenzie Main
- Décors : Olivier Raoux
- Costumes : Jean-Marc Mireté
- Photographie : Robert Alazraki
- Son : Frédéric Ullmann, Karim Toukabri, Bernard Le Roux
- Montage : Nicole Saunier
- Production : Aïssa Djabri, Farid Lahouassa et Manuel Munz
  - Assistant production : Géraldine Polveroni et Mehdi Sayah
- Sociétés de production[2] : Vertigo Productions, Télégraphe, TPS Cinéma, M6 Films et TF1 Films Production
- Sociétés de distribution : Warner Bros.
- Budget : 12 560 000 €[3]
- Pays de production :  France
- Langues originales : français, arabe, anglais
- Format[4] : couleur - 35 mm - 1,85:1 (Panavision) - son DTS | Dolby Digital
- Genre : comédie
- Durée : 105 minutes
- Dates de sortie[1] :
  - France, Belgique, Suisse romande : 7 février 2001[5],[6]
- Classification[7] :
  - France : tous publics[8]
  - Belgique : tous publics (Alle Leeftijden)[5]
  - Suisse romande : interdit aux moins de 12 ans[9]

## Distribution
- Richard Anconina : Édouard « Eddie » Vuibert, chef d'entreprise de textile
- José Garcia : Serge Benamou, coursier
- Bruno Solo : Yvan Touati, ami et associé d'Eddie
- Gilbert Melki : Patrick Abitbol, homme d'affaires, cousin de Serge
- Gad Elmaleh : Dov Mimran, meilleur ami et associé d'Eddie
- Daniel Prévost : Denis Vierhouten, chef du département Achat d'Eurodiscount
- Aure Atika : Karine Benchetrit-Mimran, épouse de Dov
- Amira Casar : Sandra Benzakhem-Vuibert, épouse d'Eddie
- Élisa Tovati : Chochana Boutboul, fiancée de Serge Benamou
- Enrico Macias : Maurice Boutboul, PDG de Meuble Eco, père de Chochana
- Nicole Calfan : Suzie Boutboul, femme de Maurice et mère de Chochana
- Pierre-François Martin-Laval : Peznec, adjoint de Vierhouten
- Marc Andreoni : Willy Journo, habilleur magouilleur
- Tony D'Amario : Charly Journo, magouilleur, frère de Willy
- Gladys Cohen : Georgette Benamou, mère de Serge
- Lucien Layani : Mordechaï Benamou, père de Serge
- Yvonne Sciò : Annabella
- Isaac Sharry : Miro, collaborateur ruiné d'Eddie
- Victor Haïm : Le rabbin
- Christian Bujeau : L'avocat d'Eddie
- Isabelle Doval : La femme huissier
- Manu Layotte : Jean-Claude
- Marie-Christine Adam : Mme Vierhouten
- Christophe Le Masne : M. Vanier, banquier d'Eddie
- Sabrina Van Tassel : Muriel, amie de Karine
- Fabienne Carat : l'hôtesse d'accueil de l'entreprise de Miro
- Benoît Du Pac : l'interne

## Production

### Tournage
- Lieux de tournage[10] :
  - États-Unis : Los Angeles (Californie)
  - France :
    - Deauville, Calvados
    - Paris,
    - Saint-Tropez, Var

  - Tunisie : Nefta

## Bande originale
Sauf indication contraire ou complémentaire, les informations mentionnées dans cette section proviennent du générique de fin de l'œuvre audiovisuelle présentée ici.
- Le Freak - Chic
- Les Sunlights des tropiques - Gilbert Montagné
- Brèves de mythomane - Sniper
- Just an Illusion - Imagination
- Guaglione - Lili Boniche
- Can't hide your love - N'Dea Davenport (en)
- C'est écrit dans le ciel - Bob Azzam
- Alabina - Alabina
- Oye Me Mama - Bob Azzam
- La Bohème - Charles Aznavour
- Je pense - Faudel
- Aimer d'amour - Boule noire
- Easy Love - Lady
- Love's Theme (en) - Barry White
- Signed, Sealed, Delivered I'm Yours - Stevie Wonder
- Practice What You Preach (en) - Barry White

## Accueil

### Box office

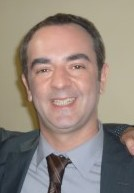
Bruno Solo, reprend le rôle de Yvan Touati.

| Semaines    | Rang | Entrées   |
| ----------- | ---- | --------- |
| 1re semaine | 1    | 2 830 489 |
| 2e semaine  | 1    | 1 917 451 |
| 3e semaine  | 1    | 1 134 632 |
| 4e semaine  | 3    | 436 711   |
| 5e semaine  | 6    | 282 475   |
| 6e semaine  | 6    | 227 475   |
| 7e semaine  | 10   | 105 872   |
| 8e semaine  | 13   | 80 336    |
| 9e semaine  | 13   | 69 028    |

Ce qui fait un total de 7 776 367 entrées.

## Distinctions

### Récompenses
- Festival d'humour de Montréal 'Juste pour rire' 2001 : Prix du Jury du meilleur film pour Thomas Gilou[11].

### Sélections
- Festival international du film de comédie de l'Alpe d'Huez 2001 : Film de clôture pour Thomas Gilou[12].

## Autour du film
Dans le DVD du film, on peut trouver un bonus caché : Le bêtisier - Dans le menu langues, cliquer à gauche de version française, pour mettre en surbrillance le "Yallaaah !"
- La partie de l'intrigue autour de Serge Benamou (José Garcia) — le blanchiment d'argent — est fortement inspirée de l'Affaire du Sentier II.
- Daniel Prévost n'est pas un inconnu dans le domaine de la grande distribution, puisqu'il prête sa voix pour les spots publicitaires des magasins U depuis les années 1980[13] et à partir de début 2014 uniquement dans les spots radio.
- Certains acteurs déjà présents dans le premier film reviennent ici dans d'autres rôles :
  - Gladys Cohen qui interprète la mère de Serge Benamou (José Garcia) jouait celle de Dov (Vincent Elbaz) dans le premier opus.
  - Isaac Sharry, qui jouait le beau-frère de Dov, tient le rôle de Miro, le fournisseur ruiné dans la première scène du second volet.
  - Bernard Bolzinger, qui jouait le patron de l'hôtel où habitait Eddie, tient le rôle du contrôleur des douanes tunisiennes dans le deuxième.
  - Serge Malik, qui jouait le rôle du bonneteau, est devenu l'employeur de Serge Benamou coursier dans le deuxième.
- C'est Gad Elmaleh qui interprète Dov dans ce film, reprenant ainsi le rôle qui lui avait été proposé pour La Vérité si je mens ! mais qu'il avait décliné pour jouer avec Gérard Depardieu dans XXL. Thomas Gilou raconta pour la sortie du deuxième opus qu'il avait recontacté Gad Elmaleh et que ce dernier avait répondu avec aplomb et dérision qu'il refusait le rôle pour jouer dans XXL 2... ! Vincent Elbaz a repris son rôle de Dov dans La Vérité si je mens ! 3.
- Le film est dédié à Élie Kakou, interprète du rôle de Rafi Styl'mode dans La Vérité si je mens !, mort deux ans avant la sortie du deuxième opus.
- La scène tournée dans une loge du Stade de France a eu lieu pendant le match amical entre la France et la Slovénie disputé le 26 avril 2000.
- Dans une des scènes coupées du DVD on peut apercevoir Cathy Guetta jouant le rôle d'une employée d'un salon de coiffure. Le personnage d'Aure Atika (Karine), au courant d'une énième infidélité de Dov, se rend au salon de coiffure d'une de ses dernières conquêtes et l'agresse en la giflant et en lui coupant sa queue de cheval. La scène a été coupée mais le réalisateur a omis d'enlever son nom au générique de fin.
- On peut relever au moins trois faux-raccords dans le film :
  - Lorsque Chochana demande ce que signifient les initiales P.A. sur le pyjama de Serge, celui-ci les pointe du doigt avec son majeur alors que, au changement de plan, il les pointe avec son index.
  - Lorsque Serge quitte la fausse salle de réunion de Tunitex en faisant semblant d'être en colère, Patrick se trouve à la droite de Dov puis fait quelques pas en avant. Au changement de plan, il se trouve de nouveau soudainement à côté de Dov.
  - Quand Eddy et Yvan se font mettre dehors du supermarché, Yvan pointe Denis Vierhouten de la main gauche sur le plan rapproché, mais de la main droite sur le plan large qui suit.